# شهرستان سووتسکی (خانتی-مانسی)
شهرستان سووتسکی (به لاتین: Sovetsky District) یک شهرستان در روسیه است که در ناحیه خودگردان خانتی-مانسی واقع شده‌است.